# Adolfo Ruiz Cortines, Uxpanapa
Adolfo Ruiz Cortines är en ort i Mexiko.   Den ligger i kommunen Uxpanapa och delstaten Veracruz, i den sydöstra delen av landet, 600 km öster om huvudstaden Mexico City. Adolfo Ruiz Cortines ligger 83 meter över havet och antalet invånare är 165.
Terrängen runt Adolfo Ruiz Cortines är platt åt sydväst, men åt nordost är den kuperad. Adolfo Ruiz Cortines ligger nere i en dal. Runt Adolfo Ruiz Cortines är det ganska glesbefolkat, med 29 invånare per kvadratkilometer. Närmaste större samhälle är Poblado 10, 15,6 km sydväst om Adolfo Ruiz Cortines. I omgivningarna runt Adolfo Ruiz Cortines växer i huvudsak städsegrön lövskog.